# Laurence Badie
Laurence Badie (* 15. Juni 1928 in Boulogne-Billancourt; † 11. Januar 2024 in Morlaix) war eine französische Schauspielerin.

## Leben und Karriere
Laurence Badie war ab Ende der 1940er-Jahre als Bühnenschauspielerin tätig und arbeitete lange mit dem berühmten Theaterregisseur Jean Vilar zusammen. In ihrer über 60 Jahre andauernden Bühnenkarriere spielte sie unter anderem mehrfach in Werken von William Shakespeare, Moliere und Sacha Guitry.
Ihr filmisches Schaffen umfasst über 120 Film- und Fernsehproduktionen zwischen 1952 und 2015. Ihre erste bedeutende Kinorolle übernahm sie als Bauerstochter Berthe in dem mit Oscar und Goldenem Löwen ausgezeichneten Antikriegsfilm Verbotene Spiele (1952). Sie wurde zu einer vielbeschäftigten Schauspielerin des französischen Kinos, ohne jemals ein größerer Star zu werden. Weitere nennenswerte Filmrollen übernahm sie in François Truffauts Die süße Haut (1964), Alain Resnais’ Muriel oder Die Zeit der Wiederkehr (1963) und Vittorio De Sicas Siebenmal lockt das Weib (1967). Als Synchronsprecherin sprach Badie unter anderem die Figur Velma in der französischen Fassung der Serie Scooby-Doo. Badie war bis ins hohe Alter als Schauspielerin tätig, zuletzt stand sie im Jahr 2015 für die Fernsehserie La loi de... vor der Kamera.
Badie starb im Januar 2024 im Alter von 95 Jahren.

## Filmografie (Auswahl)
- 1952: La Vie dun honnête homme
- 1952: Verbotene Spiele (Jeux interdits)
- 1952: Folgen Sie diesem Mann (Suivez cet homme)
- 1953: Die Liebe einer Frau (L’Amour d’une femme)
- 1954: Weiße Sklavinnen für Tanger (Les impures)
- 1955: Les Impures
- 1955: Razzia in Paris (Razzia sur la chnouf)
- 1956: Zwei Mann, ein Schwein und die Nacht von Paris (La Traversée de Paris)
- 1956: Vincent van Gogh – Ein Leben in Leidenschaft (Lust for Life)
- 1957: Élisa
- 1963: Muriel oder Die Zeit der Wiederkehr (Muriel)
- 1963: Der Mörder (Le Meurtrier)
- 1963: Kommissar Maigret sieht rot (Maigret voit rouge)
- 1964: Die süße Haut (La Peau douce)
- 1964: Deine Zeit ist um (Behold a Pale Horse)
- 1964: Monsieur geht fremd (Patate)
- 1964: Gelegenheitskauf (La bonne occase)
- 1966: Der Krieg ist vorbei (La Guerre est finie)
- 1966: Der Mann mit dem Buick (L’Homme à la Buick)
- 1967: Allô Police (Fernsehserie, 1 Folge)
- 1967: La Puce à l’oreille
- 1967: Siebenmal lockt das Weib (Woman Times Seven)
- 1969: La Maison de campagne
- 1970: Cannabis – Engel der Gewalt (Cannabis)
- 1971: A Time for Loving
- 1972: Les Volets clos
- 1972: Prenez la queue comme tout le monde
- 1973: Comment réussir quand on est con et pleurnichard
- 1974: Q
- 1977: Besuch Mama, Papa muß arbeiten (Va voir maman, papa travaille)
- 1978: M58, la magnitude du bout du monde
- 1978: Chaussette surprise
- 1978: Je te tiens, tu me tiens par la barbichette
- 1978: Nimm’s leicht, Mama (Vas-y maman)
- 1980: Mein Onkel aus Amerika (Mon oncle d’Amérique)
- 1980: Les Malheurs d’Octavie
- 1982: Ein pikantes Geschenk (Le Cadeau)
- 1982: Prends ton passe-montagne, on va à la plage
- 1983: Mit Rose und Revolver (Les Brigades du Tigre, Fernsehserie, 1 Folge)
- 1985: Tranches de vie
- 1997: Die Zeitritter – Auf der Suche nach dem heiligen Zahn (Les Couloirs du temps – Les Visiteurs 2)
- 2010: Donnant Donnant
- 2011: La Croisière
- 2015: La loi de… (Fernsehserie, Folge Alexandre - Comme des frères)